# Koniec świata i hard-boiled wonderland
Koniec świata i hard-boiled wonderland (世界の終りとハードボイルドワンダーランド, Sekai no owari to hādo boirudo wandārando) – powieść japońskiego pisarza Harukiego Murakamiego.
Wydana w 1985 roku surrealistyczna powieść składa się z dwóch równoległych historii („Hard-boiled Wonderland” oraz „Koniec świata”). Polskie tłumaczenie ukazało się w 1998 roku nakładem wydawnictwa Wilga. Wznowiło je w 2004 roku wydawnictwo Muza SA.